# 경제적 전염

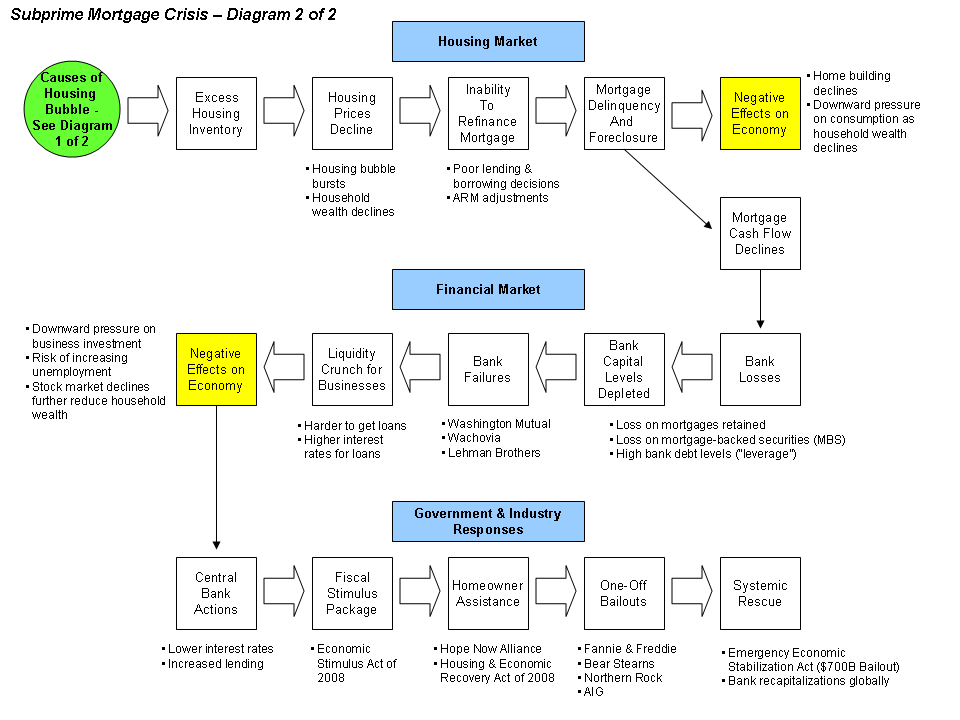
서브프라임 위기 다이어그램

경제적 전염(Financial contagion)은 "환율, 주가, 국채 스프레드, 자본 흐름의 동반 움직임을 통해 관찰되는 과정으로, 주로 하락세로 나타나는 시장 교란이 한 국가에서 다른 국가로 확산되는 것"을 의미한다. 경제적 전염은 자국의 금융 체계를 국제 금융 시장 및 기관과 통합하려는 국가에게 잠재적인 위험이 될 수 있다. 이는 경제 위기가 인접 국가 또는 심지어 지역으로 확산되는 것을 설명하는 데 도움이 된다.
경제적 전염은 국제적인 수준과 국내적인 수준 모두에서 발생한다. 국내적인 수준에서는 일반적으로 국내 은행 또는 금융기관의 파산이 은행 간 부채를 불이행하고 자산을 염가판매하여 비슷한 여러 은행에 대한 신뢰를 훼손할 때 전염을 유발한다. 이 현상의 예로는 미국 금융시장에서 이어진 혼란이 있다. 선진 경제와 개발도상국 모두에서 발생하는 국제 경제적 전염은 직접적 또는 간접적 경제를 위한 금융 시장 전반의 금융 위기 전파를 의미한다. 그러나 오늘날의 금융 체계에서는 헤지펀드와 대형 은행의 지역 간 운영과 같은 막대한 양의 현금흐름으로 인해 경제적 전염은 일반적으로 국내 기관과 국가 간 모두에서 동시에 발생한다. 경제적 전염의 원인은 양국 간 무역량과 같은 실물 경제의 설명을 넘어서는 경우가 많다.
"경제적 전염"이라는 용어는 지난 몇 년간 논란을 불러일으켰다. 일부는 국가 간의 강력한 연결이 반드시 경제적 전염을 의미하는 것은 아니며, 경제적 전염은 한 국가에 충격이 가해진 후 시장 간 연결이 증가하는 것으로 정의되어야 한다고 주장한다. 이는 이론적 모델과 경험적 연구 모두에서 파악하기 매우 어렵다. 또한 일부 학자들은 실제로는 전염이 전혀 없고, 모든 기간 동안 시장의 높은 동반 움직임이 있을 뿐이며, 이를 시장 "상호의존성"이라고 주장한다.
더 일반적으로, "전염"이라는 은유가 사회 현상의 "전파성"을 묘사하는 데 유용한지에 대한 논란이 있으며, 생물의학과 역학에서 특정 상황에 맞는 모델과 개념을 금융 시스템 내 교란의 확산을 설명하는 데 적용하는 것에 대한 논쟁도 있다.

## 원인과 결과
경제적 전염은 금융 불안정을 초래하고 국가의 경제 및 금융 시스템에 심각한 피해를 줄 수 있다. 경제적 전염의 메커니즘을 설명하는 몇 가지 분류가 있는데, 이는 파급 효과와 4가지 주체의 행동 영향으로 인한 금융 위기이다. 경제 세계화에 영향을 미치는 4가지 주체는 정부, 금융기관, 투자가, 채무자이다.
첫 번째 분류인 파급 효과는 부정적인 외부 효과로 볼 수 있다. 파급 효과는 근본적 전염으로도 알려져 있다. 이러한 효과는 전 세계적으로 많은 국가에 심각한 영향을 미치거나, 지역적으로 인접 국가에만 영향을 미칠 수 있다. 더 큰 국가인 주요 행위자들은 일반적으로 전 세계적인 영향을 미친다. 더 작은 국가들은 일반적으로 지역적인 영향을 미치는 행위자이다. "이러한 형태의 동반 움직임은 일반적으로 전염을 구성하지 않지만, 위기 기간에 발생하고 그 효과가 부정적이라면 전염으로 표현될 수 있다."
"전염의 근본적인 원인에는 국제적인 영향을 미치는 거시 경제적 충격과 무역 연결, 경쟁적 평가절하 및 금융 연결을 통해 전파되는 지역적 충격이 포함된다." 이는 자본 흐름과 자산 가격의 동반 움직임을 초래할 수 있다. 공통 충격은 금융 연결의 효과와 유사할 수 있다. "한 국가의 금융 위기는 무역 신용, 해외 직접 투자 및 기타 해외 자본 흐름 감소를 포함한 직접적인 금융 효과를 초래할 수 있다." 금융 연결은 국가들이 글로벌 금융 시장과 더 경제적으로 통합되려고 노력하기 때문에 금융 세계화에서 비롯된다. 앨런과 게일(Allen and Gale, 2000), 및 라구노프와 슈레프트(Lagunoff and Schreft, 2001)는 금융 중개자 간의 연계의 결과로 금융 전염을 분석한다. 전자는 한 지역의 작은 유동성 선호 충격이 경제 전반으로 전염을 통해 확산될 수 있으며, 전염의 가능성이 지역 간 청구권 구조의 완전성에 강하게 의존함을 설명하기 위한 일반 균형 모형을 제공한다. 후자는 금융 취약성의 동적 확률적 게임 이론 모델을 제안했는데, 이를 통해 상호 연관된 포트폴리오와 지불 약속이 에이전트 간에 금융 연결을 형성하고 따라서 두 가지 관련 유형의 금융 위기가 발생할 수 있다고 설명한다.
무역 연결은 공통 충격 및 금융 연결과 유사한 또 다른 유형의 충격이다. 이러한 유형의 충격은 지역적 영향을 유발하는 통합에 더 초점을 맞춘다. "금융 위기로 인해 급격한 통화 평가절하가 유발된 국가의 주요 무역 파트너는 자산 가격 하락과 대규모 자본 유출을 겪거나, 투자가가 위기 국가에 대한 수출 감소와 무역 수지 악화를 예상하면서 투기 공격의 대상이 될 수 있다." 카민스키와 라인하트(Kaminsky and Reinhart, 2000)는 상품 및 서비스의 무역 연결과 공통 채권자에 대한 노출이 1980년대 초와 1990년대의 부채 위기뿐만 아니라 관찰된 역사적인 전염 패턴도 설명할 수 있다는 증거를 제시한다.
경쟁적 평가절하 역시 금융 전염과 관련이 있다. 통화전쟁이라고도 불리는 경쟁적 평가절하는 여러 국가가 자국 통화의 낮은 환율을 통해 경쟁 우위를 확보하기 위해 서로 경쟁하는 현상이다. "위기를 겪은 국가의 평가절하는 제3국 시장에서 경쟁하는 국가들의 수출 경쟁력을 약화시키고, 특히 해당 통화가 자유롭게 변동되지 않을 때 다른 국가 통화에 압력을 가한다." 이러한 행동은 국가들이 공포와 의심으로 인해 비합리적으로 행동하게 만든다. "시장 참여자들이 통화 위기가 경쟁적 평가절하 게임으로 이어질 것이라고 예상하면, 당연히 다른 국가의 증권을 매각하거나 대출을 축소하거나 해당 국가 차입자에게 단기 대출을 연장하지 않으려고 할 것이다."
전염의 또 다른 지점은 금융 위기인데, 이는 비합리적인 현상으로도 불린다. 전염의 한 지점으로서의 금융 위기는 "글로벌 충격이 없고 상호 의존성 및 펀더멘털이 요인이 아닌 경우에도 동반 움직임이 발생할 때" 형성된다. 이는 금융 세계화에 영향을 미치는 4가지 주체의 행동 중 하나로 인해 발생한다. 전염을 일으킬 수 있는 몇 가지 예로는 위험 회피 증가, 자신감 부족, 금융 공포 등이 있다. 상관된 정보 채널 하에서 한 시장의 가격 변화는 다른 시장의 자산 가치에 영향을 미치는 것으로 인식되어 그 가격 또한 변화하게 된다 (킹과 와드와니(King and Wadhwani, 1990)). 또한 칼보(Calvo, 2004)는 상관된 유동성 충격 채널을 주장하는데, 이는 일부 시장 참여자들이 다른 국가에서 예상치 못한 손실을 경험한 후 현금을 얻기 위해 자산의 일부를 청산하고 인출해야 할 때, 아마도 자본 적정성 비율을 회복해야 할 때를 의미한다. 이러한 행동은 효과적으로 충격을 전파한다.
네 가지 주체 중 투자자의 행동은 한 국가의 금융 시스템에 가장 큰 영향을 미칠 수 있는 것 중 하나로 보인다. 투자자의 행동 유형은 세 가지이며, 일반적으로 합리적이거나 비합리적이며 개별적이거나 집단적으로 간주된다.
첫 번째 행동 유형은 "투자자들이 사전에 개별적으로는 합리적이지만 과도한 동반 움직임을 보이는 –  즉, 실제 펀더멘털로 설명할 수 없는 과도한 동반 움직임을 보이는 조치를 취할 때"이다. 이는 유동성 및 인센티브 문제와 정보 비대칭 및 조정 문제의 두 가지 하위 범주로 나뉜다. 첫 번째 하위 범주는 유동성 및 인센티브 문제이다. 주식 가격의 하락은 투자자에게 금전적 손실을 초래할 수 있다. "이러한 손실은 투자자들이 더 빈번한 환매에 대비하여 현금을 확보하기 위해 다른 시장의 증권을 매도하도록 유도할 수 있다." 이러한 유동성 문제는 은행, 특히 상업 은행에게도 도전 과제이다. 인센티브 문제도 유동성 문제와 동일한 효과를 가질 수 있다. 예를 들어, 위기의 첫 징후는 투자자들이 일부 국가의 보유 자산을 매도하게 하여 해당 경제의 주식 및 다양한 자산 시장 가치가 하락하게 만들 수 있다. 이는 이러한 경제의 통화 가치도 하락하게 만든다. 두 번째 하위 범주는 정보 비대칭 및 조정 문제이다. 이러한 유형의 투자자 행동은 합리적 또는 비합리적일 수 있다. 이 하위 범주는 한 집단 또는 국가가 다른 집단 또는 국가에 비해 더 많거나 훨씬 더 나은 정보를 가지고 있을 때이다. 이는 시장 실패 문제를 야기할 수 있으며, 잠재적으로 금융 위기를 초래할 수 있다.
두 번째 투자자 행동 유형은 다중 균형에 초점을 맞춘다. 이는 금융 시장이 다중 균형 변화를 가질 수 있을 때 투자자의 행동 변화에 초점을 맞춘다. 따라서 "전염은 한 금융 시장의 위기가 다른 금융 시장을 평가절하, 자산 가격 하락, 자본 유출 또는 채무 불이행으로 특징지어지는 나쁜 균형으로 이동시키거나 점프하게 할 때 발생한다." 세 번째 행동 유형은 국제 금융 시스템 또는 규칙의 변화가 있을 때이다. 이는 국제 금융 거래가 발생하거나 초기 위기가 발생한 후 투자자들이 행동을 조정하게 만들 수 있다. 이러한 행동은 파급 효과를 일으켜 전염을 유발할 수 있다.
또한 경제적 전염에 대한 덜 발전된 설명들도 있다. 경제적 전염에 대한 일부 설명, 특히 1998년 러시아 디폴트 이후의 설명은 투자자 "심리", "태도", "행동"의 변화에 기반을 둔다. 이러한 연구 흐름은 매케이(Mackay, 1841)의 초기 군중심리학 연구와 쉴러(Shiller, 1984)가 금융 시장에 적용한 질병 확산의 고전적인 초기 모델로 거슬러 올라간다. 또한 키르만(Kirman, 1993)은 개미의 채집 행동에서 영감을 받았지만 주식 시장 투자자의 행동에도 적용될 수 있다고 주장하는 간단한 영향 모델을 분석한다. 두 개의 동일한 음식 더미 중 하나를 선택해야 하는 상황에서 개미들은 주기적으로 한 더미에서 다른 더미로 전환한다. 키르만은 N마리의 개미가 있고, 각 개미가 확률 ε로 더미 사이를 무작위로 전환하고(이것은 시스템이 한 더미에 모든 개미가 갇히는 것을 방지한다), 확률 δ로 무작위로 선택된 다른 개미를 모방한다고 가정한다. 에이헨그린, 헤일, 모디(Eichengreen, Hale, and Mody, 2001)는 개발도상국 부채 시장을 통한 최근 위기의 전파에 초점을 맞춘다. 그들은 시장 심리 변화의 영향이 원래 지역에 국한되는 경향이 있음을 발견한다. 또한 그들은 아시아 국가들과 비교하여 라틴 아메리카에서는 시장 심리가 가격에는 더 많은 영향을 미치지만 수량에는 덜 영향을 미친다는 것을 발견한다.
또한 전염을 유발하는 지리적 요인에 대한 몇몇 연구가 있다. 데 그레고리오와 발데스(De Gregorio and Valdes, 2001)는 1982년 부채 위기, 1994년 멕시코 위기, 1997년 아시아 위기가 20개 다른 국가 표본으로 어떻게 확산되었는지 조사한다. 그들은 이웃 효과가 전염을 겪는 국가를 결정하는 가장 강력한 요인임을 발견한다. 무역 연계와 위기 이전의 성장 유사성도 중요하지만, 이웃 효과보다는 덜하다.

## 역사
"전염"이라는 용어는 1997년 7월 태국에서 발생한 통화 위기가 동아시아 전역으로 빠르게 확산된 후 러시아와 브라질로 이어진 시기에 처음 도입되었다. 금융 상품의 상대 가격이 변동하여 대형 미국 헤지펀드인 롱텀캐피털매니지먼트(LTCM)의 붕괴를 초래하면서 북미와 유럽의 선진 시장조차 영향을 받았다. 태국 밧의 붕괴로 태국에서 시작된 금융 위기는 두 달도 채 안 되어 인도네시아, 필리핀, 말레이시아, 대한민국, 홍콩으로 확산되었다. 이로 인해 경제학계는 경제적 전염의 중요성을 깨닫고 이에 대한 많은 연구를 생산하게 되었다. 그러나 전염이라는 용어가 도입되기 전에도 국제 금융 위기가 발생한 사례가 있었다.
보르도와 머시드(Bordo and Murshid)를 포함한 일부 분석가는 1825년에 발생한 위기를 최초의 국제 금융 위기로 식별한다. "1820년대 초 라틴 아메리카의 해방은 금은 광산 개발 및 새로 독립한 공화국에 대한 국채 자금 조달을 위해 영국으로부터 막대한 자본 유입으로 이어졌다." 새로운 산업이 성장하기 시작하고, 외국 영향력이 증가하며, 나폴레옹 전쟁 이후 자유로운 통화 팽창이 이루어지면서 런던 증권거래소에서 비합리성이 증가했다. 그 결과, 은행은 할인율을 인상하기로 결정했다. 주식 시장은 10월에 폭락했고, 12월경에는 은행 위기를 촉발했다. 이 위기는 대륙 전역으로 확산되었다. "이 위기는 해외 대출이 중단되면서 라틴 아메리카로 확산되었고, 투자 및 수출 감소로 세수가 줄어들고 이 지역 전역에서 국채 디폴트가 발생했다."
가장 큰 세계적인 위기 중 하나는 1929년 10월 월스트리트의 주가 대폭락이었다. 1929년부터 1933년까지의 실패는 여러 신흥국의 상품 가격 붕괴로 예고되었다. 1928년 뉴욕의 주식 시장 호황은 중유럽과 라틴 아메리카로의 미국 자본 흐름을 막았고, 1929년 초 여러 국가(호주, 아르헨티나, 우루과이, 브라질)에서 통화 위기를 촉발했다. 월스트리트 폭락은 전 세계적으로 주식 시장 공포를 유발했다. 이것은 대공황으로 알려져 있다. 1929년 미국의 위기는 1930년과 1931년까지 대공황으로 변했는데, 이는 연방준비제도가 여러 은행 공황을 완화하는 데 실패했기 때문이다. 그 결과 전 세계적으로 물가와 생산량이 폭락하면서 국채 발행국들은 부채 상환을 줄이고 디폴트를 선언하게 되었고, 1931년에는 해외 대출이 붕괴되었다.
1997년 아시아 금융 위기의 원인 중 하나는 국립 은행의 과도한 차입이었다. 국립 은행들은 해외에서 계속 차입하고 자국 내에서 계속 대출했다. 당시에는 과도해 보이지 않았지만, 나중에 그렇게 판명되었다. 불량 대출이 발생했고, 오해로 인해 위험이 감수되었으며, 부채 수준은 계속 증가했다. "위기 시작 후, 국립 주식 베타가 증가하고 평균 수익률이 크게 감소했다." 가장 먼저 문제가 발생한 통화는 태국 밧이었다. 태국 밧에 문제가 생기면서 태국 기업의 부채가 두 배로 늘어나 다른 국가로 위기가 확산되기 시작했다. 이러한 상황이 발생하자 투자자들은 이 지역에 대한 투자를 재평가하기 시작했다. 이로 인해 자금 흐름이 급속히 사라져 위기가 더욱 심화되었다.
2007-08년 위기는 1930년대 대공황 이래 가장 심각한 위기로 평가된다. 전 세계 주요 금융 기관들이 큰 영향을 받았다. 2007-08년 위기의 역사는 미국 주택 거품 붕괴와 모기지 채무 불이행 증가로 거슬러 올라간다. 이는 미국 의회가 연방 주택 모기지 공사(Federal National Mortgage)에 저소득층 주택 접근성을 높이도록 지시한 결과였다. 높은 채무 불이행률로 인해 미국 전역의 많은 금융 기관들이 영향을 받았다. 미국 정부는 유동성 투입을 통해 상황을 수습하려고 노력했지만, 위기는 더욱 심화되었다. 2008년 3월까지 미국의 투자 은행인 베어 스턴스(Bear Sterns)는 정부의 구제 노력이 필요했다. 이 시점에서 위기가 심화되었음이 분명해졌다. 리먼 브러더스와 아메리칸 인터내셔널 그룹(AIG)과 같은 다른 금융 기관들도 위기의 영향을 느끼기 시작했다. 이 위기의 심각성은 커졌고, 대부분의 미국 및 유럽 은행들은 국제 대출을 철회했다. 이러한 움직임은 전 세계적으로, 특히 국제 차입에 크게 의존하는 국가들에게 심각한 금융 문제를 야기했다. 경제적 전염은 특히 현지 주택 거품과 경상 수지 적자로 인해 금융 시스템이 취약한 국가에서 심각하게 느껴졌다. 영향을 받은 국가 중 일부는 독일, 아이슬란드, 스페인, 영국, 뉴질랜드 등이었다. 많은 분석가들과 정부들은 위기의 실제 영향을 예측하는 데 실패했다. 세계 주요 경제국들이 위기의 영향을 느끼기 시작하면서 거의 모든 경제가 직간접적으로 영향을 받았다. 특히 수출 감소와 상품 가격 하락이 있었다.

## 정책적 시사점
경제적 전염은 금융규제의 주요 원인 중 하나이다. 국내 금융 감독 기관과 국제 기구 모두에게 최우선 과제는 금융 규제와 국제 금융 시스템 계획을 통해 경제적 전염을 방지하는 것이다. 이러한 우선순위는 특히 미국 서브프라임 모기지 사태와 유럽 국가 부채 위기로 인해 전 세계 경제가 어려움을 겪었던 2007-2008년 기간 동안 중요했다.
국제적인 수준에서, 오늘날의 현대 금융 시스템에서는 복잡한 청구 및 의무의 웹이 헤지펀드 및 은행과 같은 다양한 중개 기관의 대차대조표를 글로벌 금융 네트워크로 연결한다. 신용파산스왑 및 부채담보부증권과 같은 정교한 금융 상품의 개발은 금융 규제를 복잡하게 만들었다. 미국 금융 불황에서 보았듯이, 리먼 브러더스의 실패는 전체 금융 시스템 및 기타 금융 시장으로 충격을 극적으로 확산시켰다. 따라서 국제 금융 전염의 원인과 메커니즘을 이해하는 것은 정책 입안자들이 글로벌 금융 규제 시스템을 개선하고 충격 및 전염에 대한 저항력을 높이는 데 도움이 될 수 있다.
국내적으로는 금융 취약성이 항상 미상환 부채의 단기 만기와 우발적 공공 부채와 관련되어 있다. 따라서 더 나은 국내 금융 규제 구조는 경제의 유동성을 개선하고 전염에 대한 노출을 제한할 수 있다. 금융기관 간의 금융 전염에 대한 더 나은 이해는 은행업, 신용평가사, 헤지펀드를 포함하여 미국과 유럽 국가 모두에서 금융 개혁을 만드는 데 도움이 될 것이다. 예를 들어, 금융 개혁가들은 은행의 이익 극대화와 충격 및 전염으로부터 은행을 보호하는 균형을 맞추기 위해 자기자본 비율을 설정하는 방법을 연구한다.

## 계량경제학 모델
전염을 테스트하기 위한 계량경제학 문헌은 위기 기간 동안 시장 간 수익률 상관관계 증가에 초점을 맞추었다. 포브스와 리고본(Forbes and Rigobon, 2002)은 전염이라는 용어를 둘러싼 현재의 불명확성과 불일치를 설명했다. 그들은 충격 이후 시장 간 연계의 유의미한 증가라는 구체적인 정의를 제안하고, 이 명시적 정의를 기존 문헌과 구별하기 위해 "상호의존성"이라는 용어를 사용할 것을 제안한다. 이는 단순 상관관계 테스트의 근본적인 약점을 보여준다. 즉, 회귀 계수가 변하지 않아도 설명 변수의 분산이 증가하면 계수 표준 오차가 감소하여 회귀의 상관관계가 증가한다.

### 일반 모델
{\displaystyle {\mathcal {V}}}를 금융 자산의 집합이라고 하고 {\displaystyle p_{v}(t)}를 시간 {\displaystyle t}에서의 자산 {\displaystyle v\in {\mathcal {V}}}의 가격이라고 하자. 전염이 있는 네트워크는 행렬 형식으로 {\displaystyle \Gamma (t)\in \{0,1\}^{n\times n}}로 정의되며, 그 {\displaystyle (v,\,v^{\prime })} 성분은 두 주식 {\displaystyle v}와 {\displaystyle v^{\prime }} 간의 연결을 나타낸다. 벡터 표기법에서 전염 테스트를 위한 표준 모델은 차수 {\displaystyle \tau }의 VAR(벡터자기회귀모형) 모델로 쓸 수 있다.
{\displaystyle \ln \mathbf {p} (t)\,=\,\Gamma (t-1)\ln \mathbf {p} (t-1)\,+\,\ldots \,+\,\Gamma (t-\tau )\ln \mathbf {p} (t-\tau )\,+\,\epsilon _{v}(t),}
여기서 {\displaystyle \epsilon _{v}(t_{i})}는 무작위 항이다. 특정 적용에서 포브스와 리고본(Forbes and Rigobon, 2002)은 국가 간 전염을 연구하기 위해 이 모델의 변형을 추정했다. 그들은 먼저 안정 기간, 격변 기간 및 전체 기간 동안 각 국가 쌍에 대한 분산-공분산 행렬을 추정했다. 그런 다음 추정된 분산-공분산 행렬을 사용하여 각 시장 및 기간 집합에 대한 시장 간 상관 계수(및 그 점근 확률 분포)를 계산했다.
페사란과 픽(Pesaran and Pick, 2007)이 관찰한 바와 같이, 그러나 금융 전염은 계량경제학적으로 추정하기 어려운 시스템이다. 전염을 상호작용 효과와 분리하려면 외국 수익률을 도구로 사용하기 위해 국가별 변수를 사용해야 한다. 위기 기간을 선택하는 것은 표본 선택 편향을 도입하며, 위기 기간이 상관관계를 신뢰할 수 있게 추정하기에 충분히 길어야 한다고 가정해야 한다. 결과적으로, 시장 간 전염이 발생하는지 여부 또는 그 강도에 대해 실증 문헌에서 강력한 합의는 없는 것으로 보인다.
금융 및 경제 문헌은 위기 시 자산 수익률 간의 동반 움직임이 증가한다는 풍부한 증거를 제시한다. 대출 담보 수익률 간 상관관계 증가는 은행 자산의 변동성을 증가시키고, 따라서 은행 주식 가치와 채무 불이행 비용을 증가시키는 동시에 부채 가치를 감소시킨다. 상관관계 증가는 규제 당국의 경기 순응적 관대 정책으로 설명될 수 있다. 규제 당국이 시스템 위기 동안 더 큰 관용을 보이기 때문에, 상관관계 증가는 은행들이 무리를 지어 상호 연결되도록 유인하여, 실패할 때 함께 실패하도록 하여 구제될 가능성을 높인다. 펠레그와 라비브(Peleg and Raviv, 2018)는 은행 차입자 수익률 간의 상관관계가 증가함에 따라 자산 위험도 증가함을 보여준다. 따라서 은행 대출 포트폴리오의 동반 움직임 증가는 두 번째 채널, 즉 위험 전가의 증가를 통해 은행의 채무 불이행 비용을 증가시킨다.

### 다중 채널 모델
최근에 나시니와 에르뎀리오글루(Nasini and Erdemlioglu)는 경제 상태에 따라 다른 네트워크 전파 채널이 주가 역학에 미치는 영향이 어떻게 달라지는지 연구하는 모델을 제안했다. 금융 기업의 결정과 결과가 여러 네트워크 채널의 영향을 받는다는 관점을 바탕으로, 그들은 공급망 관계, 경쟁 연계 및 사업 파트너십으로 연결된 상장 기업의 주가 역학을 연구했다.
{\displaystyle s_{v}(t)}를 자산 {\displaystyle v\in {\mathcal {V}}}의 시장 가치로 정의하고, 이는 주가에 발행 주식 수를 곱한 값으로 {\displaystyle s_{v}(t)=p_{v}(t)\nu _{v}(t)}이다. 각 시간 {\displaystyle t}에 대해, 유형 {\displaystyle c\in {\mathcal {C}}}의 연결을 가진 네트워크는 행렬 형식으로 {\displaystyle \Gamma (t,c)\in \{0,1\}^{n\times n}}로 정의되며, 그 {\displaystyle (v,\,v^{\prime })} 성분은 두 주식 {\displaystyle v}와 {\displaystyle v^{\prime }} 간의 {\displaystyle c^{th}} 연결을 나타낸다. {\displaystyle {\hat {s}}_{v,v^{\prime }}(\ell )=\sum _{c}\beta _{c\ell }s_{v,v^{\prime }}^{\Delta }(t-\ell )\gamma _{v,v^{\prime }}(c)}로 정의하며, 여기서 {\displaystyle s_{v,v^{\prime }}^{\Delta }(t-\ell )}은 {\displaystyle v}와 {\displaystyle v^{\prime }}의 시장 가치 차이를 정량화한다. 나시니와 에르뎀리오글루의 금융 계량경제학 모델은 다음과 같이 쓸 수 있다.
{\displaystyle p_{v}(t)~=~\eta _{v}(t)\prod _{\ell =1}^{\tau }\prod _{v^{\prime }\in {\mathcal {V}}}p_{v^{\prime }}(t_{i-\ell })^{{\hat {s}}_{v,v^{\prime }}(\ell )},}
여기서 {\displaystyle \eta _{v}(t)}는 무작위 항이다. 그들은 이 모델과 고전적인 파마-프렌치 3요인 모형 사이의 중요한 관계를 도출했다. {\displaystyle q_{v,v^{\prime }}(c,t-\ell )=hat{\gamma }_{v,v^{\prime }}(c)\ln p_{v^{\prime }}(t-\ell )}라고 하고, {\displaystyle s_{\max }(t)}와 {\displaystyle s_{\min }(t)}를 시간 {\displaystyle t}에 상장된 {\displaystyle n}개 기업 중 최대 및 최소 시가총액이라고 하자. 그리고 {\displaystyle SMB(t)=s_{\min }(t)-s_{\max }(t)}(작은 기업에서 큰 기업을 뺀 값)와 {\displaystyle SOB(t)=s_{\min }(t)/s_{\max }(t)}(작은 기업을 큰 기업으로 나눈 값)를 고려한다. {\displaystyle s_{v,v^{\prime }}^{\Delta }(t-\ell )=s_{v}^{\prime }(t-\ell )-s_{v}(t-\ell )}일 때, 로그 정규 분포의 잘 알려진 속성은 다음을 의미한다.
{\displaystyle \mathbb {E} \left[p_{v}(t)~|~{\boldsymbol {\beta }}_{\tau _{\min }}\ldots {\boldsymbol {\beta }}_{\tau _{\max }}\right]\leq \mathbb {E} \left[p_{v}(t)~|~{\boldsymbol {\beta }}_{\tau _{\min }}^{SMB}\ldots {\boldsymbol {\beta }}_{\tau _{\max }}^{SMB}\right],}
여기서 {\displaystyle \beta _{c,\ell }^{SMB}=\beta _{c,\ell }SMB(t-\ell )}이다. 마찬가지로, {\displaystyle s_{v,v^{\prime }}^{\Delta }(t-\ell )=s_{v}^{\prime }(t-\ell )-s_{v}(t-\ell )}일 때,
{\displaystyle \mathbb {E} \left[p_{v}(t)~|~{\boldsymbol {\beta }}_{\tau _{\min }}\ldots {\boldsymbol {\beta }}_{\tau _{\max }}\right]\leq \mathbb {E} \left[p_{v}(t)~|~{\boldsymbol {\beta }}_{\tau _{\min }}^{SOB}\ldots {\boldsymbol {\beta }}_{\tau _{\max }}^{SMO}\right],}
다음으로, 그들의 접근 방식은 금융 역학을 네트워크 전파 및 기업 구조적 위치 효과로 분해할 수 있게 한다.

## 같이 보기
- 금융위기
- 플라이트 투 퀄리티
- 주가 대폭락
- 외환위기
- 시스템 리스크
- 바이럴 현상